# Caledoniscincus
Caledoniscincus es un género de lagartos de la familia Scincidae que se distribuyen desde Nueva Caledonia hasta Vanuatu.

## Especies
Según The Reptile Database:
- Caledoniscincus aquilonius Sadlier, Bauer & Colgan, 1999
- Caledoniscincus atropunctatus (Roux, 1913)
- Caledoniscincus auratus Sadlier, Bauer & Colgan, 1999
- Caledoniscincus austrocaledonicus (Bavay, 1869)
- Caledoniscincus chazeaui Sadlier, Bauer & Colgan, 1999
- Caledoniscincus constellatus Sadlier, Whitaker, Wood & Bauer, 2012
- Caledoniscincus cryptos Sadlier, Bauer & Colgan, 1999
- Caledoniscincus festivus (Roux, 1913)
- Caledoniscincus haplorhinus (Günther, 1872)
- Caledoniscincus notialis[1] Sadlier, Bauer, Wood, Smith & Jackman, 2013
- Caledoniscincus orestes Sadlier, 1987
- Caledoniscincus pelletieri[2] Sadlier, Whitaker, Wood & Bauer, 2014
- Caledoniscincus renevieri Sadlier, Bauer & Colgan, 1999
- Caledoniscincus terma Sadlier, Bauer & Colgan, 1999